# Georges Darms
Georges Darms (* 20. Dezember 1946 in Ruschein) ist ein Schweizer Indogermanist und Romanist.

## Leben
Er studierte in Freiburg, München und Regensburg Germanistik, romanische Philologie, Rätoromanistik und Indogermanistik.
Von 1982 bis 1992 leitete er ein Projekt des Schweizerischen Nationalfonds, mit dem die Grundlagen für die neue bündnerromanische Standardsprache Rumantsch Grischun ausgearbeitet wurden. In einem weiteren Projekt verfasste er die Grammatik des Rumantsch Grischun.
1991 wurde Georges Darms auf den Lehrstuhl für Rätoromanistik der Universität Freiburg im Üechtland berufen, wo er bis zu seiner Emeritierung im Jahr 2012 lehrte. Sein Nachfolger ist Matthias Grünert. Von 1999 bis 2003 war er Vizerektor der Freiburger Universität.

## Werke (Auswahl)
- Urindogermanisch *semi. In: Münchener Studien zur Sprachwissenschaft. 35, 1976, S. 7–32.
- Schwäher und Schwager, Hahn und Huhn. Die Vr̥ddhi-Ableitung im Germanischen. München 1978.
- Ils artitgels da Bever dal 1558. In: Annalas da la Societad Retorumantscha. 131, 2018, S. 15–41.
- 125 onns Societad Retorumantscha 1885–2010 (mit Cristian Collenberg und Adolf Collenberg). In: Annalas da la Societad retorumantscha. 123, 2010, S. 7–44.
- Lehrmittel machen dagegen sehr. Die neue Serie bünderromanischer Sprachlehrmittel. In: Babylonia. 1998, 3, S. 53–56.
- Zur Schaffung und Entwicklung der Standardschriftsprache Rumantsch Grischun. In: Sprachstandardisierung. 12. Kolloquium der SAGSW 1991. Hrsg. von Georges Lüdi. Freiburg 1994, S. 3–21.
- mit Anna-Alice Dazzi, Manfred Gross: Langenscheidts Wörterbuch Rätoromanisch, Rätoromanisch-Deutsch, Deutsch-Rätoromanisch. Zürich 1989, ISBN 3-906725-01-4.
- Bündnerromanisch: Sprachnormierung und Standardsprache. In: Günter Holtus et al. (Hrsg.): Lexikon der romanistischen Linguistik. Band 3. Niemeyer, Tübingen, S. 827–853.
- mit Clà Riatsch, Clau Solèr (Hrsg.): Akten des V. Rätoromanistischen Kolloquiums. Lavin 2011. Tübingen 2013.

## Weblink
- Freiburger Seminar für Rätoromanische Sprache (Memento vom 29. Februar 2012 im Internet Archive)